# سارة بنت طلال بن عبد العزيز آل سعود
سارة بنت طلال بن عبد العزيز آل سعود من مواليد مدينة الرياض عام 1973؛ والدتها هي موضي بنت عبد المحسن العنقري التميمي، وبعد تخرجها من جامعة الملك سعود في الرياض، تزوجت من أحد أبناء عمومتها من آل سعود، ولكنها تطلقت وهي في العشرينات من عمرها. هي شقيقة تركي بن طلال بن عبد العزيز آل سعود. كانت متزوجة من الأمير بدر بن سعود بن محمد بن عبدالعزيز آل سعود ولها من الأبناء الأمير فيصل، الأمير سعود، الأمير خالد، والأميرة ريم.
سارة مُقيمة في لندن منذ عام 2007، وهي سفيرة عالمية وتعقد فعاليات لجمع التبرعات لمحاربة مرض السرطان وهو المرض الذي ألم بوالدتها الأميرة موضي. وتساهم كذلك في الأعمال الخيرية التي تشرف عليها مؤسسة عمار الصحية الخيرية العالمية، التي تأسست في 1991 بعد حرب الخليج الأولى بمبادرة من البارونة البريطانية إيما نيكلسون.

## الأنشطة والآراء
ساهمت الأميرة سارة بوضوح في الأعمال والأنشطة الخيرية وذلكّ منذ عام 2000. بعدما تسلّمَ ولي العهد الأمير عبد الله مقاليد العرش في آب/أغسطس 2005؛ ذكرت سارة أن والدها كان أيضًا منافسا على العرش الملكي السعودي. كما صرّحت لوكالة فرانس برس في وقتٍ لاحق قائلة: «نحن معشرَ الشعب السعودي نريدُ آلية أوضح للخلافة ... جميعنا [أعضاء العائلة المالكة] وافقنا على ولي العهد الأمير عبد الله نظرًا لأنه هو الأكبر وأفضل المؤهلين كما تم الاتفاق على أن يُصبحَ الأمير سلطان وليًا للعهد، ولكن ماذا سيحدث بعد ذلك؟»

## المنفى في المملكة المتحدة
ذكرت بي بي سي من خلالِ مجموعة منَ التقارير أنّ سارة كانت تعيش في المملكة المتحدة منذ عام 2007 مع أطفالها الأربعة، أمّا السبب في ذلك فغير معروفٍ لكن بي بي سي رجحت أن الصراع مع والدها قد يكون أحد الأسباب. بشكلٍ عام؛ فإنّ سارة كانت محمية من قبل عمها الراحل ولي العهد الأمير نايف بن عبد العزيز مُنافس والدها حتى وفاته في حزيران/يونيو 2012. صراعات سارة امتدت للخلاف حول الميراث مع شقيقها الأمير تركي.